# Richard Shelby
Richard Craig Shelby (* 6. května 1934, Birmingham, Alabama) je americký právník a politik. Mezi lety 1987–2023 byl republikánským senátorem USA za Alabamu. V letech 1979–1987 byl poslancem Sněmovny reprezentantů, v níž zastupoval Alabamu za sedmý kongresový okres.
Shelby byl nejprve členem demokratické strany. V roce 1994 přešel k republikánům poté, co v Kongresu republikáni získali většinu. V únoru 2021 oznámil, že ve volbách do senátu v roce 2022 nebude znovu kandidovat. Tyto volby vyhrála republikánka a bývalá ředitelka Shelbyho kanceláře Katie Brittová.